# Prionurus

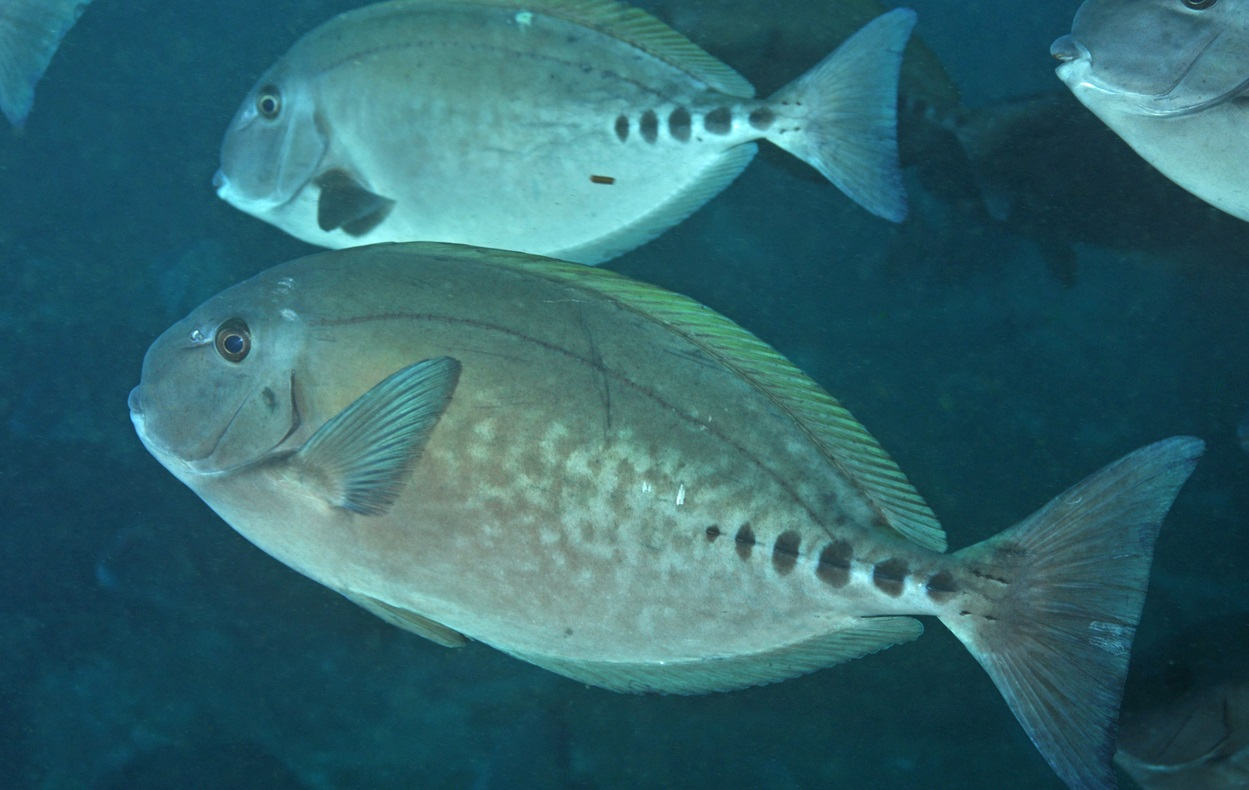
Prionurus microlepidotus

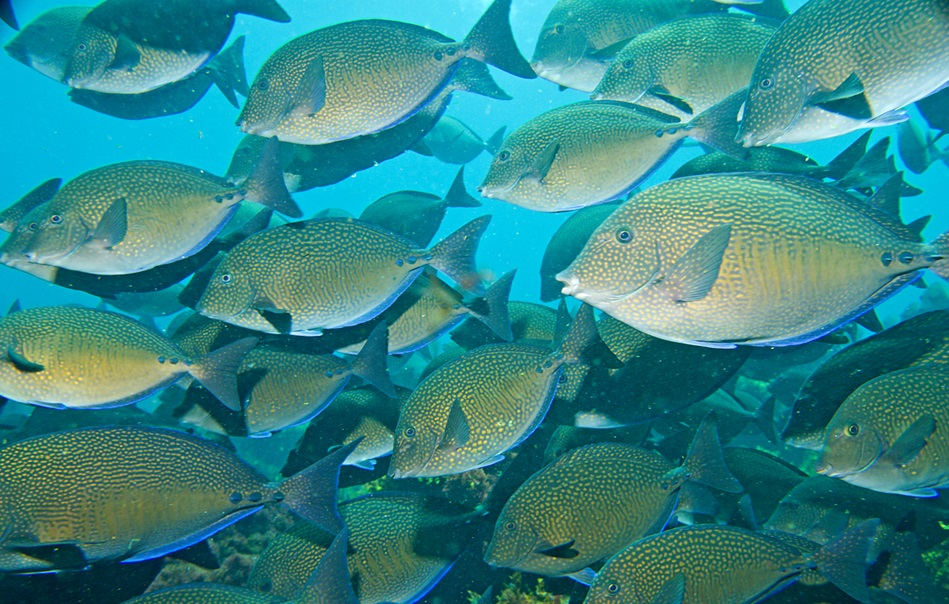
Prionurus maculatus

Prionurus es un género de peces perciformes de la familia Acanthuridae.
Se distinguen del resto de peces cirujano por tener, al menos, tres espinas defensivas a cada lado del pedúnculo caudal.

## Especies
Se reconocen las siguientes especies:
- Prionurus biafraensis (Blache & Rossignol, 1961)
- Prionurus chrysurus Randall, 2001
- Prionurus laticlavius (Valenciennes, 1846)
- Prionurus maculatus Ogilby, 1887
- Prionurus microlepidotus Lacepède, 1804
- Prionurus punctatus Gill, 1862
- Prionurus scalprum Valenciennes, 1835

## Hábitat
Sus especies están asociadas a arrecifes, y ocurren entre 1 y 50 m de profundidad, en un rango de temperatura entre  20.79 y 27.48 °C.

## Distribución
Se distribuye mayoritariamente en aguas tropicales y subtropicales del océano Pacífico, con la excepción de P. biafraensis, que se distribuye en el Atlántico. 